# Fogarassy László (történész)
Fogarassy László (Pozsony, 1920. január 1. – Pozsony, 1994. szeptember 3.) pozsonyi magyar történész, jogász, könyvtáros.

## Élete
Apja pénzügyőri szemlészből lett jövedéki tiszt, akit 1924-ben Eperjesre helyeztek át, s 1926-ban saját kérésére nyugdíjazták. Ekkor tért vissza a család Pozsonyba, illetve Ligetfaluba költöztek. Anyja révén a Wallentinyi családdal állt rokonságban, s később Győry Dezsővel is megismerkedett.
Ligetfalun járt szlovák nyelvű elemi iskolába, majd magyar polgári iskolát végzett a Torna utcai intézetben, ahol Khin Antal is oktatta. Ezután a magyar kereskedelmi akadémián tanult, ahol tanárai voltak többek között Danninger József, Herzfeld Miksa, Andrej Kostolný és Mayer Imre. 1939-ben érettségizett a magyar kereskedelmi akadémián. Munkája mellett beiratkozott a Comenius Egyetemre, de tanulmányait két évre megszakította.
1949-ben a Comenius Egyetem jogi karán szerzett oklevelet, majd 1950-ben doktorált. 1990-ben Budapesten a történelemtudományok kandidátusa lett. Néhány évig pénzügyi fogalmazóként dolgozott, majd 1952–1980 között a pozsonyi Gumon gyár könyvtárosa volt.
1972-1987 között a Csemadok ligetfalusi szervezetének alelnöke volt.
Elsősorban a 20. század első felének közép-európai hadtörténetével, valamint a csehszlovákiai magyar ifjúsági mozgalmakkal és ifjúsági érdekvédelmi szervezetekkel foglalkozott. Cikkei jelentek meg többek között a Forrásban, az Irodalmi Szemlében, a Tábortűzben, a Déry Múzeum évkönyvében és a Soproni Szemlében. Művelődéstörténeti tanulmányai hiánypótlóak.

## Elismerései
- Pro urbe Sopron emlékérem

## Művei
Diákéveiben a komáromi Tábortűz diák- és cserkészlapban, majd a Forrás főiskolai lapban közölt írásokat. A világháború után magyar nyelvű lapok csak 1959-től közölték írásait.
- 1959 Pozsony és a proletárdiktatúra
- 1967 Adalékok a román hadszíntér történetéhez
- 1968 Az őszirózsás forradalom Pozsonyban. Irodalmi Szemle
- 1971 Bevezetés a burgenlandi kérdés forrásaiba és irodalmába
- 1971 Könyvismertetés hozzászólással. Irodalmi Szemle 1971/4
- 1973 Felvidéki guerillaharcok a Károlyi-kormány idején. A Herman Ottó Múzeum évkönyve 12, 223-250.
- A Magyarországi Tanács-köztársaság katonai összeomlása
- 1986 A magyar–délszláv kapcsolatok katonai története 1918–1919
- 1988 The Eastern Campaign of the Hungarian Red Army, april 1919. In: War and Society in East Central Europa XX. New York.
- 1988 A magyarországi Tanácsköztársaság katonai összeomlása
- 1990 A pozsonyi magyar főiskolás egyesületek történetéhez 1937–1944
- 1991 Pozsonyligetfalu hányatott sorsa. Honismeret 19/2
- 1992 Magyar Cserkészmozgalom Csehszlovákiában
- 1992 Nyugat-magyarországi vonatkozások Mailáth-Pokorny János alezredes emlékezéseiben. Soproni Szemle 46/4
- 1993 Pozsony város nemzetiségi összetétele a 20. században
- 1994 A pozsonyi magyar kereskedelmi iskolák története 1885–1944 között
- 1974 Radnai Béla élete és munkássága. Irodalmi Szemle 1974/3.
- 1995 Ligetfalu és a pozsonyi hídfő története
- 1995 A pozsonyi magyar főiskolás egyesületek történetéhez (1937-1945). In: Baranyai történetírás. A Baranya Megyei Levéltár évkönyve 1992/1995. Pécs.